# Caffrocrambus machiavellii
Caffrocrambus machiavellii là một loài bướm đêm trong họ Crambidae.